# Kjell Rosén (konstnär)
Kjell Gustaf Helge Oskar Rosén , född 21 juli 1909 i Umeå stadsförsamling, Västerbottens län, död 16 februari 1982 i Västerleds församling, Stockholm, var en svensk konstnär och porträttmålare.

## Biografi
Kjell Rosén var son till landshövdingen Gustav Rosén (1876–1942) i Umeå i Västerbottens län och hans maka Tyra Edit Olivia Lindforss (1880–1961) från Sävar, Västerbotten. Hans föräldrar, Gustav Rosén och Tyra Lindforss, gifte sig 1902 och blev föräldrar till fem söner och tre döttrar, födda under åren 1902–1920. Flera av barnen blev kända, Staffan Rosén (1905–1984) blev chef för TT:s radio- och kulturredaktion, Nils Gustav Rosén (1907–1993) blev statssekreterare, universitetskansler och generaldirektör och Bo Rosén (1920–2007) blev journalist och författare.
Åren 1929–1931 studerade Kjell Rosén vid Edward Berggrens och Gottfrid Larssons Konstskola i Stockholm. Som lärare där hade han konstnären Edward Berggren i målning, skulptören Gottfrid Larsson i skulptur och Akke Kumlien i materiallära. Det var just målaren Edward Berggren och skulptören Gottfrid Larsson, som 1920 hade grundat Edward Berggrens och Gottfrid Larssons Konstskola i Stockholm och då, under åren 1920–1924, låg konstskolan vid Karlaplan 10 i Stockholm. Därefter, åren 1924–1933, hade konstskolan sina lokaler i det norra Kungstornet på Kungsgatan 28 i Stockholm, dit skolan hade flyttat hösten 1924. En av studiekamraterna vid konstskolan var Karin Fryxell. 
Förutom studier vid Konstskolan i Stockholm bedrev Rosén självstudier och studier genom resor i Spanien, Frankrike, Nederländerna och England 1933 och 1935.
Han målade porträtt för offentliga och privata samlingar, figurmotiv samt landskap. Han arbetade även i pastell. 
År 1940 gifte sig Kjell Rosén med Karin Sandström (1913–1993). De är begravda på Bromma kyrkogård. Hon var dotter till kyrkvärden Karl Sandström och hans hustru Elin Lundberg. 
Kjell Rosén hade separatutställningar i både Stockholm och landsorten.

## Representerad
Kjell Rosén finns representerad i Moderna museet i Stockholm, Västerås konstmuseum, Norrköpings konstmuseum, Borås konstmuseum, Värmlands museum i Karlstad, Östergötlands museum i Linköping, Postmuseum, Sörmlands museum och Kalmar konstmuseum. Dessutom finns han representerad i H.M. Konung Gustav VI Adolfs samlingar.

## Österåsens sanatorium

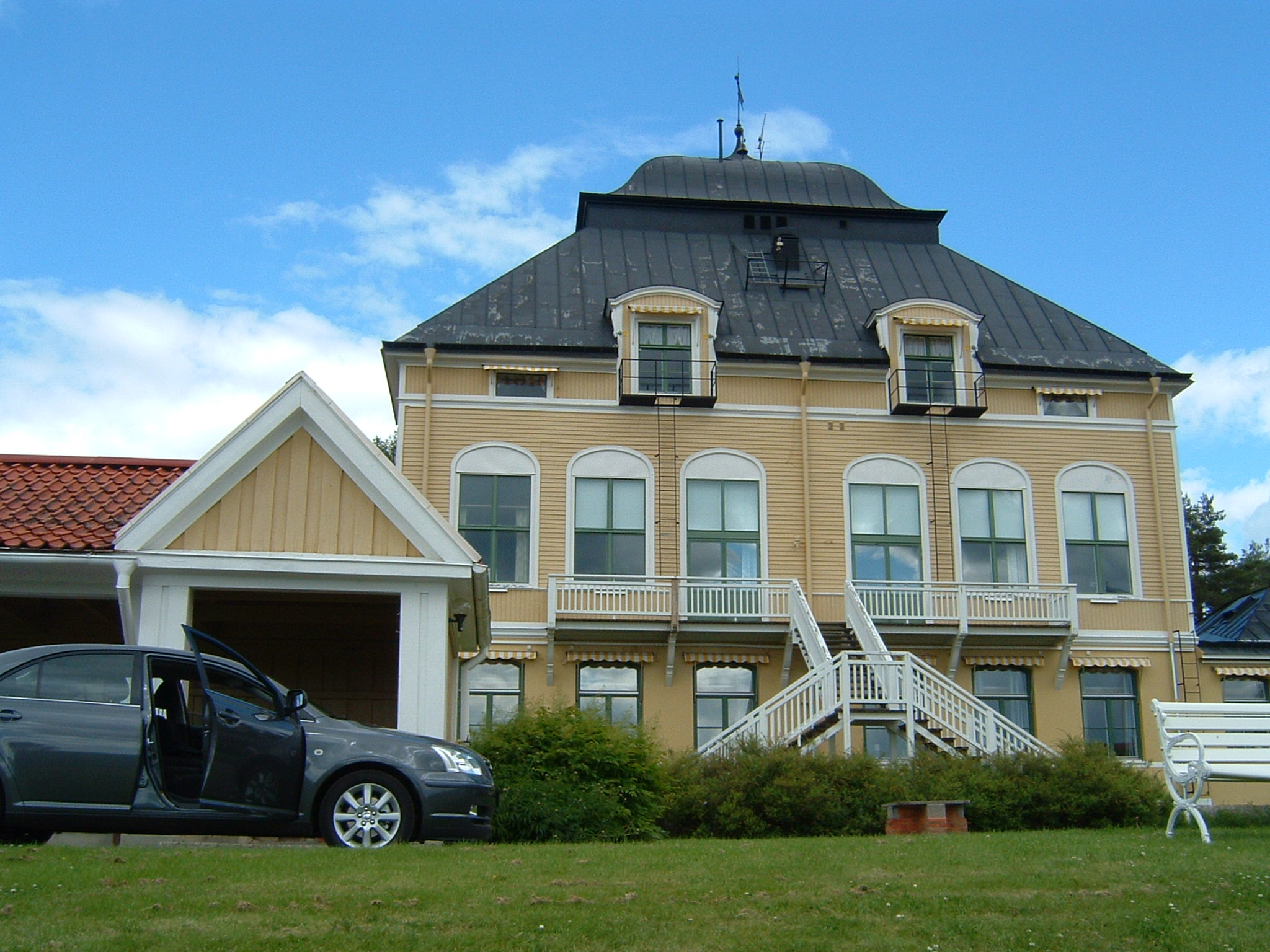
Österåsens hälsohem i Sollefteå kommun.

### Porträttet av Helge Dahlstedt
Kjell Rosén målade ett porträtt av Helge Dahlstedt (1885–1963), "Pappa Helge", i samtal med en patient. Det är ett av Kjell Roséns mest kända porträtt. Helge Dahlstedt köpte konst som betalning för vistelse på Österåsens sanatorium utanför Sollefteå, många av konstnärerna blev sedermera mycket kända. Helge Dahlstedt var överläkare och chef för Österåsens sanatorium åren 1919–1951. Genom åren var många kända författare, konstnärer och musiker patienter på Österåsen, vilket ofta påverkade deras skapande verksamhet tack vare den kulturellt mycket stimulerande miljön som skapades av sjukhusets överläkare Helge Dahlstedt.

### Många konstnärer vistades på Österåsens sanatorium
Makarna Dahlstedt hade ett stort konstintresse. Många konstnärer som vistades som patienter på Österåsen betalade vistelsen med tavlor. Konstsamlingen finns kvar på Österåsen och röner intresse från många håll. Under 1950-talet sände Sveriges Radios program Konstkvarten från Vilhelmina, och Dahlstedt ansvarade för programmet. Makarna Dahlstedt är begravda på Vilhelmina kyrkogård, och gravstenen är ett konstverk. Det var många målare som upptäckte pampiga landskapsmotiv vid Ångermanälven, Faxälven och Fjällsjöälven med sina dånande forsar. Till Österåsens sanatorium kom såldes Kjell Rosén samt många av hans konstnärskollegor såsom  Albin Amelin (1902–1975), Gideon Börje (1891–1965), Sven X-et Erixson (1899–1970), Eric Hallström (1893–1946), Kalle Hedberg (1894–1959), Jurgen von Konow (1915–1959), Hilding Linnqvist (1891–1984), Lennart Rodhe (1916–2005) och Hugo Zuhr (1895–1971). Några av konstnärerna som var inlagda som patienter var bland annat Karl-Erik Häggblad (1924–2003), Rune Sigvard (1907–1943) och skulptören Torsten Renqvist (1924–2007), som då ännu ägnade sig åt måleri.  På plats var det inte bara målare. Genom åren har här Wilhelm Stenhammar (1871–1927) givit konsert, Einar Nerman (1888–1983) har tecknat troll, Albert Engström (1869–1940) har berättat historier, polarforskaren Knud Rasmussen (1879–1933) har hållit vårtal, konstnären och författaren Karin Fryxell (1911–2003) skapat sina sagofigurer Sotlugg och Linlugg samt författaren och dramatikern Josef Kjellgren (1907–1948) och författaren och journalisten Lars Widding (1924–1994) har skrivit romaner Med tiden övergick Österåsen till att bli lungsjukhus och sedan konvalescenthem. Till sist sålde huvudmannen Konung Oscar II:s jubileumsfond anläggningen till Västernorrlands läns landsting, som nu driver den som hälsohem.